# فینال جام اتحادیه فوتبال انگلستان ۱۹۸۵
فینال جام اتحادیه فوتبال انگلستان ۱۹۸۵، رقابت پایانی جام اتحادیه فوتبال انگلستان در سال ۱۹۸۵ میلادی است که مابین دو تیم باشگاه فوتبال نورویچ سیتی و باشگاه فوتبال ساندرلند در ورزشگاه ومبلی لندن برگزار شده‌است.
این مسابقه که در تاریخ ۲۴ مارس ۱۹۸۵ انجام شده‌است با نتیجه ۱ بر ۰ به سود تیم باشگاه فوتبال نورویچ سیتی به پایان رسید.